# Международный день детского телевидения и радиовещания
«Международный день детского телевидения и радиовещания» (International Children’s Day of Broadcasting) — профессиональный праздник всех работников занятых производством телевизионных программ и радиопостановок создающихся специально для самых юных зрителей. «МДДТиР» отмечается по всему миру ежегодно, в первое воскресенье марта месяца.

## История и празднование
«Международный день детского телевидения и радиовещания» был учреждён по инициативе Детского фонда Организации объединённых наций (ЮНИСЕФ) в апреле 1994 года в городе Канне.
Более чем в ста странах планеты, тысячи центральных, региональных и городских телевизионных каналов и радиостанций предоставляют своё эфирное время для показа детских телепрограмм и радиопостановок. Благодаря этому, профессиональный праздник «День детского телевидения и радиовещания» автоматически стал и праздником для детей по всему миру, который сулит им встречи с любимыми персонажами детских кино и мультипликационных фильмов, а также героями детских и юношеских теле-радиопередач.
Помимо этого, по замыслу организаторов праздника из ЮНИСЕФ (международного чрезвычайного фонда помощи детям), эта международная дата должна обратить внимание общества на проблемы связанные с нарушениями прав детей и молодёжи. Детским фондом ООН рекомендовано всем СМИ, помимо детских развлекательных программ, выпускать в эфир и образовательные программы, из которых дети и подростки по всему миру могли бы, на доступном языке и в понятной для них форме узнать о своих правах.